# A magyar labdarúgó-válogatott 2011. február 9-i mérkőzése
A magyar labdarúgó-válogatott barátságos mérkőzése Azerbajdzsán ellen, 2011. február 9-én. A végeredmény 2–0 lett a magyar csapat javára.

## Előzmények
A magyar labdarúgó-válogatott jó formában várta az Azerbajdzsán elleni mérkőzést, hiszen legutóbbi négy mérkőzését megnyerte. Korábban az azeri labdarúgó-válogatott sosem nyert Magyarország ellen, és ez a sorozat folytatódott e mérkőzés után is. A 2011-es naptári évet ezzel a találkozóval nyitotta a magyar válogatott.

| „                                                            | Az azeriek legyőzték a törököket, ami azért figyelemre méltó. Nekünk pedig lehetőség egy újabb skalpra, illetve hogy még jobban összeszokjon a csapat. | ” |
| – Egervári Sándor, a magyar válogatott szövetségi kapitánya. | |   |

| „                                                        | Nem mondhatom, hogy elégedett lennék a játékosaim formájával. Meg kell érteniük, hogy válogatott meccsre készülünk, nem az azeri bajnokságra. Látványosan későn hozzák meg a döntéseket, nem mennek át elég gyorsan védekezésből támadásba. A saját érdekükben nagyobb erőbedobással kell dolgozniuk, hiszen a klubedzők a bajnokikra készítik fel őket, nekünk viszont Eb-selejtezőkre kell gyakorolnunk. | ” |
| – Berti Vogts, az azeri válogatott szövetségi kapitánya. | |   |

## Keretek
Egervári Sándor, a magyar labdarúgó-válogatott szövetségi kapitánya, január 24-én hirdette ki a huszonegy fős keretét. Szalai Ádám sérülés miatt nem utazhatott el a mérkőzésre, helyette Tököli Attilát hívta be Egervári. Kádár Tamás, és Lipták Zoltán szintén sérülés miatt nem szerepelhetett a barátságos találkozón.
Berti Vogts, az azeri labdarúgó-válogatott szövetségi kapitánya huszonkét játékossal számolt a magyarok elleni mérkőzésen. Érdekesség, hogy a keretében hét újonc kapott helyet.
| Azerbajdzsán         | Azerbajdzsán | Azerbajdzsán | Azerbajdzsán   |
| Név                  | Kor          | Vál./Gól     | Klub           |
| -------------------- | ------------ | ------------ | -------------- |
| Kamran Ağayev        | 25 éves      | 18 / 0       | Xəzər Lənkəran |
| Agil Mammadov        | 21 éves      | 0 / 0        | Bakı           |
| Andrey Popoviç       | 18 éves      | 0 / 0        | Abşeron        |
| Samir Abbasov        | 33 éves      | 40 / 0       | Qarabağ        |
| Ruslan Abishov       | 23 éves      | 11 / 1       | Neftçi         |
| Elnur Allahverdiyev  | 27 éves      | 12 / 0       | Xəzər Lənkəran |
| Vurğun Hüseynov      | 22 éves      | 4 / 0        | Turan          |
| Vladimir Levin       | 27 éves      | 14 / 0       | İnter Bakı     |
| Rail Melikov         | 25 éves      | 30 / 0       | Neftçi         |
| Elnur Abdullayev     | 24 éves      | 0 / 0        | Muğan          |
| Rahid Amirquliev     | 21 éves      | 7 / 0        | Xəzər Lənkəran |
| Aleksandr Çertoganov | 31 éves      | 32 / 0       | İnter Bakı     |
| Amit Guluzade        | 18 éves      | 3 / 0        | Neftçi         |
| Javid Hüseynov       | 22 éves      | 20 / 0       | Neftçi         |
| Arif İsayev          | 25 éves      | 0 / 0        | Qəbələ         |
| Fábio Luís Ramim     | 29 éves      | 15 / 4       | Bakı           |
| Elvin Mammadov       | 22 éves      | 23 / 7       | Qarabağ        |
| Samir Zargarov       | 24 éves      | 0 / 0        | Gəncə          |
| Rauf Aliyev          | 21 éves      | 7 / 0        | Qarabağ        |
| Murad Hüseynov       | 22 éves      | 0 / 0        | Qəbələ         |
| Vagif Javadov        | 21 éves      | 30 / 6       | Bakı           |
| Vüqar Nadirov        | 23 éves      | 30 / 1       | Qarabağ        |

| Magyarország      | Magyarország | Magyarország | Magyarország     |
| Név               | Kor          | Vál./Gól     | Klub             |
| ----------------- | ------------ | ------------ | ---------------- |
| Bogdán Ádám       | 23 éves      | 0 / 0        | Bolton Wanderers |
| Fülöp Márton      | 27 éves      | 22 / 0       | Ipswich Town     |
| Király Gábor      | 34 éves      | 78 / 0       | 1860 München     |
| Juhász Roland     | 27 éves      | 59 / 5       | RSC Anderlecht   |
| Laczkó Zsolt      | 24 éves      | 8 / 0        | Debreceni VSC    |
| Lázár Pál         | 22 éves      | 3 / 0        | Videoton         |
| Vanczák Vilmos    | 27 éves      | 51 / 1       | Sion             |
| Vermes Krisztián  | 25 éves      | 5 / 0        | Újpest           |
| Czvitkovics Péter | 27 éves      | 4 / 0        | Debreceni VSC    |
| Dzsudzsák Balázs  | 24 éves      | 32 / 5       | PSV Eindhoven    |
| Elek Ákos         | 22 éves      | 7 / 0        | Videoton         |
| Gera Zoltán       | 31 éves      | 68 / 19      | Fulham           |
| Hajnal Tamás      | 29 éves      | 37 / 4       | Stuttgart        |
| Koman Vladimir    | 21 éves      | 7 / 2        | Sampdoria        |
| Vadócz Krisztián  | 25 éves      | 32 / 2       | Osasuna          |
| Varga József      | 22 éves      | 3 / 0        | Debreceni VSC    |
| Priskin Tamás     | 24 éves      | 30 / 8       | Ipswich Town     |
| Rudolf Gergely    | 25 éves      | 17 / 4       | Bari             |
| Tököli Attila     | 34 éves      | 22 / 3       | Kecskeméti TE    |

 megjegyzés: Az adatok a mérkőzés előtti állapotnak megfelelőek!

## Az összeállítások
| 2011. február 9. 21:00 (UTC+4) 18:00 (UTC+1) |

| Azerbajdzsán | 0 – 2               | Magyarország                                          |
| ------------ | ------------------- | ----------------------------------------------------- |
| İsayev 80'   | (0 – 1) Jegyzőkönyv | Rudolf 37' Hajnal 81' Priskin 23' Juhász 66' Gera 79' |

| Dubaj Nézőszám: 2 000 Játékvezető: Mohamed Abdalkarim (Egyesült arab emírségekbeli) |

| Azerbajdzsán | Magyarország |

| AZERBAJDZSÁN:        |  |                     |             |     |
|                      |  |                     |             |     |
| K                    |  | Kamran Ağayev       |             |     |
| JV                   |  | Rashad Sadygov      |             |     |
| V                    |  | Vurğun Hüseynov     |             |     |
| V                    |  | Elnur Allahverdiyev |             |     |
| BV                   |  | Rail Melikov        | 83'         |     |
| JKP                  |  | Ruslan Abishov      |             |     |
| KKP                  |  | Mahir Şükürov       |             |     |
| KKP                  |  | Rahid Amirquliev    |             |     |
| BKP                  |  | Elvin Mammadov      | 70'         |     |
| CS                   |  | Vagif Javadov       |             |     |
| CS                   |  | Murad Hüseynov      | a szünetben |     |
| Becserélt játékosok: |  |                     |             |     |
| KP                   |  | Javid Hüseynov      | 83'         |     |
| KP                   |  | Arif İsayev         | a szünetben | 80' |
| CS                   |  | Rauf Aliyev         | a szünetben |     |
| Szövetségi kapitány: |  |                     |             |     |
| Berti Vogts          |  |                     |             |     |

| MAGYARORSZÁG:        |  |                  |             |             |
|                      |  |                  |             |             |
| K                    |  | Király Gábor     | a szünetben |             |
| JV                   |  | Lázár Pál        |             |             |
| V                    |  | Juhász Roland    | 66'         |             |
| V                    |  | Vanczák Vilmos   |             |             |
| BV                   |  | Laczkó Zsolt     | 70'         |             |
| JKP                  |  | Gera Zoltán      | 79'         |             |
| KKP                  |  | Elek Ákos        | 84'         |             |
| KKP                  |  | Koman Vladimir   | a szünetben |             |
| BKP                  |  | Dzsudzsák Balázs |             |             |
| CS                   |  | Rudolf Gergely   | 37'         | a szünetben |
| CS                   |  | Priskin Tamás    | 23'         | a szünetben |
| Becserélt játékosok: |  |                  |             |             |
| K                    |  | Fülöp Márton     | a szünetben |             |
| KKP                  |  | Hajnal Tamás     | a szünetben | 81'         |
| CS                   |  | Tököli Attila    | a szünetben |             |
| KKP                  |  | Vadócz Krisztián | a szünetben |             |
| KKP                  |  | Varga József     | 84'         |             |
| V                    |  | Vermes Krisztián | 70'         |             |
| Szövetségi kapitány: |  |                  |             |             |
| Egervári Sándor      |  |                  |             |             |

## A mérkőzés
A mérkőzés lassú iramban kezdődött, a csapatok nem tudtak felpörögni a találkozóra. Az első említésre méltó esemény egy azerbajdzsáni kapufa volt, a 14. percben. A 23. percben Priskin Tamás kapott könyöklésért sárga lapot. A 37. percben született a találkozó első gólja, ezt Rudolf Gergely szerezte, Gera Zoltán passzából. A félidő 1–0-s magyar vezetéssel telt. A második játékrészben is a magyarok akarata érvényesült, de mindkét kapus fontos védéseket mutatott be. A 81. percben Hajnal Tamás növelte az előnyt, és állította be a 2–0-s végeredményt. A második játékrészben a magyar csapatból Juhász Roland és Gera is sárga lapot kapott. A magyar labdarúgó-válogatott sorozatban az ötödik mérkőzését nyerte meg, és Azerbajdzsán ellen még mindig veretlen.

| „                 | Az eredménnyel elégedett vagyok, de játékban van még mit kijavítanunk. Úgy gondolom, márciusig jobb formába kerülnek a játékosok, és bízom benne, hogy meglepetést tudunk okozni a hollandok ellen. A hozzáállást tekintve elégedett vagyok a futballistákkal, és bár voltak gyengébb teljesítmények is, összességében nem tudok elmarasztalni senkit, hiszem, hogy ez a csapat képes lesz komolyabb feladatokat is megoldani. | ” |
| – Egervári Sándor | |   |

| „             | Ma a jobb csapat nyert, ellenfelünk gyorsabban játszott nálunk. A magyarok többsége a európai élbajnokságban játszik, ahol nincs téli szünet, és ez érződött is a találkozó összképén. Tudtuk ezt előre, erős ellenfélre készültünk, mégis hibáztunk kétszer hátul, ami gólt eredményezett. Remélem, hogy a ma mutatottnál előrébb tudunk majd lépni, miután nálunk is elkezdődik a bajnokság márciusban, és akkor már jobb játékra leszünk képesek. | ” |
| – Berti Vogts | |   |

## Örökmérleg a mérkőzés után
| Azerbajdzsán | :         | Magyarország |
| ------------ | --------- | ------------ |
| 0            | Győzelem  | 5            |
| 0            | Döntetlen | 0            |
| 1            | Gólok     | 15           |
| 0/15         | Pontok    | 15/15        |
| 0            | %         | 100          |